# Jean-Rémy Marcadet
Jean-Rémy Marcadet, född i Paris 1755, var en fransk dansare och koreograf som gjorde karriär i Sverige, där han fick stor betydelse inom baletten.
Han var elev hos Jean-Baptiste Dehesse, och debuterade 17 juli 1770 på teatern Théâtre de l'Ambigu-Comique. Han anlände till Stockholm 1778, där han blev premiärdansare i Kungliga Baletten. Han författade också en rad baletter, som uppfördes på Operan. Han var instruktör för baletten, vars skola organiserades under hans ledning 1788.  
Han var från 1780 gift med Marie Louise Marcadet, skådespelare på den Franska teatern i Stora Bollhuset, Operan och Dramaten. Paret lämnade Sverige år 1795 och reste till Paris. 
Tillsammans med Louis Gallodier och Antoine Bournonville, tillhör han de franska grundarna av den svenska baletten.

## Koreografier, baletter
- 1786: La Rosière de Salency
- 1787: Ninette à la cour, d'après Maximilien Gardel
- 1788: Le Triomphe de Constance
- 1790: Le Sculpteur dupé
- 1790: Persée et Andromède
- 1790: Slädpartiet
- 1791: Les Petits Riens
- 1793: Mirza et Lindor, d'après Maximilien Gardel
- 1793: Les Marchandes de modes
- 1793: Arlequin magicien par amour